# Waizackerbach
Der Waizackerbach ist ein rechter Zufluss des Ochsenbachs bei Weilheim im oberbayerischen Landkreis Weilheim-Schongau.
Der Bach entsteht in den Filzen westlich der Ammer und durchquert zunächst das namensgebenden Gut Waitzacker.
Nach einem Knick verläuft er durch Weilheim und einem weiteren mündet er kurz vor Mündung desselbigen in einen Altarm der Ammer in den Ochsenbach. 